# Birgit Brüel
Birgit Thora Marie-Louise Brüel, född Thielemann 6 oktober 1927 i Köpenhamn, död 23 februari 1996 i Gentofte, var en dansk sångerska och skådespelerska.

## Biografi
Birgit Brüel var dotter till postmästaren Hjalmar Thielemann och Valborg Marianne Thielemann, född Hansen. Hon började sjunga redan som tonåring och tog lektioner hos musikpedagogen Astrid Gøssel och Christian Riis. Hon var även elev på ett institut som undervisade elever med vissa språkstörningar. Hon gifte sig 1946 med disponenten Irving Karl Gunsted, med vilken hon fick dottern Michaela (1947). Äktenskapet upplöstes 1949. Brüels karriär började på allvar 1950 då hon blev jazzsångerska i Max Brüels Kvartet. Hon kom att bli en av landets mest framträdande jazzsångerskor och hon spelade in skivor och turnerade med Max Brüels Kvartet i både Danmark och Sverige. Hennes sångkarriär blev dessutom en inkörsport till hennes skådespelarkarriär. Efter att ha tagit lektioner hos skådespelaren Olaf Ussing, utbildade hon sig vid Det Kongelige Teaters elevskola (1950-1951). Hon avbröt studierna efter ett år och gifte sig med arkitekten och saxofonisten Max Brüel (äktenskapet upplöst 1962) och fick tvillingarna Sanne och Rebecca (1952), kända som medlemmar av Jomfru Ane Band.
Äktenskap och barn hindrade inte Birgit Brüel från att återuppta sången och inleda en skådespelarkarriär. Hon fick roller i flera teaterpjäser, däribland Thomas Stearns Eliots ”Släktmötet”, och uppträdde på amatörteatern Den Danske Studenterscene. Här kom hon i kontakt med den vänsterintellektuella och kulturradikala teatermiljön, företrädd av bland andra Klaus Rifbjerg, Jesper Jensen och Leif Panduro. Under 1960-talet tolkade hon deras poetiska texter; däribland Finn Saverys och Erik Knudsens musikal ”Frihed – Det bedste guld” (1961), Klaus Rifbjergs och Jesper Jensens teaterrevy ”Hvad skal vi lave” (1963) samt Ernst Bruun Olsens ”Teenagerlove”. Under samma period medverkade hon i ett flertal revyer, musikaler och kabaréer runt om i landet, samt som sångerska i Radiojazzgruppen (1961-1966). Det senare resulterade i albumen ”Dame i Danmark” (1967) och ”Jazz på dansk” (1975).
1965 deltog Brüel i Dansk Melodi Grand Prix med låten For din skyld och vann. Hon fick därmed representera Danmark i Eurovision Song Contest, som hölls i Neapel. Hon slutade på en sjundeplats (av totalt 18 bidrag) med tio poäng.
Under 1970-talet turnerade Brüel tillsammans med jazzpianisten Torben Kjær och med teatergruppen Amazonegruppen, som bestod av Brüel, Litten Hansen och Vigga Bro. Med hjälp av dottern Sanne Brüel spelade hon in albumet Den hemmelige rude 1984, som bestod av tonsatta dikter av Tove Ditlevsen.

## Filmografi
- Far til fire (1953)
- Far til fire i sneen (1954)
- En sømand går i land (1954)
- Pigen i søgelyset (1959)
- Weekend (1962)
- To (1964)
- Det var en gång ett krig (1966)
- I den grønne skov (1968)
- Det kære legetøj (1968)
- Jeg elsker blåt (1968)
- Et døgn med Ilse (1971)
- Kære Irene (1971)
- Med kærlig hilsen (1971)
- Man sku’ være noget ved musikken (1972)
- Ta’ det som en mand, frue (1975)
- Normannerne (1976)
- Familien Gyldenkål vinder valget (1977)
- Trællene (1978)
- Johnny Larsen (1979)
- Skal vi danse først (1979)
- Trællenes oprør (1979)
- Trællenes børn (1980)
- Glashjertet (1988)
- Smukke dreng (1993)